# داء سلائل غدد قاع المعدة
داء سلائل غدد قاع المعدة (بالإنجليزية: Fundic gland polyposis)‏ متلازمة طبية يطور فيها قاع المعدة وجسمها سلائل عديدة في غدد القاع. وُصفت الحالة لدى المصابين بداء البوليبات الغدي العائلي (إف إيه بّي) وشكله الموهن (إيه إف إيه بّي) عدا عن الحالات المعزولة.

## التظاهرات المرضية
لا يعاني معظم مرضى داء سلائل غدد قاع المعدة من أي أعراض، وتُشخَّص المتلازمة بتنظير المعدة المجرى لأسباب أخرى. يبين التحليل الرجعي للمصابين بداء معزول ارتفاع النسبة المئوية للأعراض، وهذا قد يكون مرتبطًا بالمرض الكامن وراء داء السلائل. تتضمن هذه الأعراض:
- الألم الشرسوفي.
- الغثيان.
- القياء.
- فقدان الوزن.

تبدو السلائل عادةً خلال التنظير الهضمي شديدة الصغر كثيرة العدد لاطئة الشكل منتشرةً في أنحاء قاع المعدة حيث تزداد كثافة الخلايا الجدارية. تملك البوليبات لونًا مشابهًا لمخاطية المعدة دون سويقة تصلها بها.
يُظهِر التشريح المرضي على خزعة من البوليبات وهدات معديةً قصيرةً وآفات كيسية سطحية وعميقة في غدد قاع المعدة تبطنها الأنواع الثلاث لخلايا المخاطية المنتجة للحمض: المخاطية والجدارية والرئيسة. قد يُسبب فرط التنسج في الخلايا الجدارية توسعات عميقة في غدد قاع المعدة، لذا يجب أن يكون الطبيب دقيقًا في تشخيص هذا الداء (أي يُشترط وجود توسعات سطحية وعميقة لتشخيص داء السلائل). قلما يتصادف وجود الآفتين معًا، وقد تظهر بؤرة من خلل التنسج أحيانًا.

### علاقة داء سلائل غدد قاع المعدة مع الأمراض
قد يظهر داء سلائل غدد قاع المعدة مرافقًا للأمراض الوراثية الآتية:
- داء البوليبات الغدي العائلي.
- متلازمات داء البوليبات الغدي العائلي الموهنة.
- متلازمة زولينجر إيليسون.[3][4]
- السرطانة الغدية المعدية المترافقة مع داء السلائل في القسم الداني من المعدة: وتتميز هذه الحالة المكتشفة في ثلاث عائلات (من أمريكا وكندا وأستراليا) بتكوين أورام غدية غارية مع سلائل غدد قاع المعدة وتطور باكر لخلل تنسج شديد وسرطانة معدية دون وجود صريح لداء البوليبات المعوي. اكتشف حديثًا ترافق هذه الحالة مع طفرة نقطية على الإكسون بي 1 من الجين إيه بّي سي.[5]

يرتبط داء السلائل المعزول في غدد قاع المعدة مع:
- الاستخدام المزمن لمثبطات مضخة البروتون (أيّده بعض المؤلفين ورفضه آخرون).[6][7]
- عدوى الملوِيّة البوابية: يوجد علاقة عكسية بين هذه العدوى وسلائل غدة قاع المعدة، إذ تؤدي العدوى بالملوية البوابية إلى تراجع البوليبات.

## الفيزيولوجيا المرضية
يعتمد تطور السلائل على الاضطرابات الكامنة وراءها. توجد طفرات منشطة في جين بيتا كاتينين لدى ما يزيد عن 90% من مرضى الحالات المعزولة من داء سلائل غدد قاع المعدة، لذا يمكن اعتبارها سلائل تنشؤية.
يحدث الشذوذ في داء البوليبات الغدي العائلي نتيجة طفرة في جين إيه بّي سي تؤدي إلى تعطل وظيفتها، وقد يحدث داء البوليبات الغدي العائلي الموهَّن نتيجة طفرات أخرى في هذا الجين، ويسبب نمطًا ظاهريًا تكون السلائل القولونية فيه قليلة العدد.
يشارك كل من جين بيتا كاتينين وجين إيه بّي سي في سبيل إرسال إشارات نمو الخلية ذاتها، ولكن من المعروف أن جين إيه بّي سي لديه ارتباط أقوى مع تطور أورام القولون والمستقيم.

## التشخيص
يعد التمييز بين مرضى داء سلائل غدد قاع المعدة المعزول (المرضى غير المصابين بأي أمراض هضمية أخرى، وعادةً في منتصف العمر مع غلبة الإناث) ومرضى المتلازمات أهم ما يجب النظر إليه عند التقييم، إذ يفيد هذا في التحقق من خطورة تطور سرطان المعدة والإصابة بسرطان القولون المرافق.

### المسح
ترتفع خطورة الإصابة بالسرطان لدى المصابين بداء سلائل غدد قاع المعدة، ولكن نمطه يختلف بناء على السبب الكامن لداء السلائل. تحمل متلازمة داء السلائل الخلقي الخطر الأكبر، بينما ينخفض معدل الإصابة في الأشكال المكتسبة، لذا يوصى بتنظير القولون لتقييم حالته، وإجراء فحص جينيّ مع فحوصات لأفراد الأسرة عند رؤية البوليبات في أثناء التنظير. ترتفع خطورة التطور الباكر للسرطانة الغدية المعدية في القسم الداني عند الإصابة بالسرطانة الغدية المعدية المترافقة مع داء السلائل المعدية الداني.
لم تتضح بعد فئة المرضى المستفيدين من المراقبة بتنظير المعدة، لكن يوصي معظم الأطباء بالتنظير الهضمي كل 1-3 سنوات لكشف خلل التنسج أو السرطان. قد يوصى باستئصال السليلة عبر التنظير أو استئصال المعدة الجزئي في حال حدوث خلل تنسج عالي الدرجة.
بينت إحدى الدراسات أن استخدام مضادات الالتهاب غير الستيرويدية يؤدي إلى تراجع البوليبات المعدية، ولكن ما تزال فعالية هذه الاستراتيجية موضع شك (بالنظر إلى التأثيرات الجانبية لمضادات الالتهاب غير الستيرويدية).